# Броссе-Сен-Марк, Годфруа
Годфруа Броссе-Сен-Марк (фр. Godefroy Brossais-Saint-Marc; 5 февраля 1803, Ренн, Первая французская республика — 26 февраля 1878, там же) — французский кардинал. Епископ Ренна с 12 июля 1841 по 3 января 1859. Архиепископ Ренна с 3 января 1859 по 26 февраля 1878. Кардинал-священник с 17 сентября 1875, с титулом церкви Санта-Мария-делла-Виттория с 3 апреля 1876.